# Gerd Engman
Gerd Birgitta Engman, född Humla den 20 september 1942 i Munkfors församling i Värmlands län, död 17 maj 2019 i Örebro, var en svensk socialdemokratisk politiker och ämbetsman.

## Biografi
Gerd Engman avlade realexamen 1958 och lågstadielärarexamen i Luleå 1962, varpå hon arbetade som lågstadielärare 1962–1970 och barntillsynsinspektör 1970–1975. Åren 1975–1984 var hon anställd i Sveriges socialdemokratiska kvinnoförbund: som studiesekreterare 1975–1979 och som förbundssekreterare 1980–1984. Hon var statssekreterare för invandrarfrågor i Arbetsmarknadsdepartementet 1987–1988 och statssekreterare i Civildepartementet 1989–1991. Hon var ersättare i riksdagen för Sveriges socialdemokratiska arbetareparti i omgångar 1983–1984, 1984–1985, 1985–1987 och 1988–1989. Hon var ledamot av Skatteutskottet 1988–1989. Åren 1992–1994 var hon direktör i Folkets husföreningarnas riksorganisation.
Engmans signum var jämställdhetsfrågor. Hon var 1997 huvudsekreterare för den statliga utredningen Varannan damernas.
Gerd Engman var landshövding i Örebro län 1995–2004. Efter tiden som landshövding uppmärksammades att hon inte ville avstå från delar av sin riksdagspension samtidigt som hon hade inkomster från andra uppdrag. Riksdagen beslutade dock att godkänna hennes extra inkomst och gjorde ett avsteg från pensionsreglerna.
Hon utsågs 2004 till filosofie hedersdoktor vid Örebro universitet. I mars 2007 blev hon ordförande för fotbollsklubben KIF Örebro.
Gerd Engman är gravsatt i minneslunden på Längbro kyrkogård i Örebro.